# Tamio Ōki
Tamio Ōki (大木 民夫?, Ōki Tamio; Tokyo, 2 gennaio 1928 – 14 dicembre 2017) è stato un doppiatore giapponese.

## Biografia
Era affiliato alla Mausu Promotion. Viene ricordato soprattutto come doppiatore di Wang in Tekken e Tekken 2.

## Doppiaggio

### Anime
- 009-1 (Bart)
- 2001 Nights (Leo)
- Acrobunch, la leggenda del paese magico (Guroiji)
- Agatha Christie no meitantei Poirot to Marple (Halliday)
- Alexander - Cronache di guerra di Alessandro il Grande (Antipatro)
- Amon Saga (Darai Sem)
- Angel Heart (Professor Mutō)
- Appleseed (Nereus)
- Arrivano i Superboys (Rinkichi Tamai)
- Astro Boy (Dr. Tenma)
- Baldios - Il guerriero dello spazio (Baad)
- Belle et Sebastien (Detective Carrera)
- Berserk (Re)
- Beyblade (Kogorō Daitenji)
- Beyblade G-Revolution (Presidente BBA)
- Beyblade V-Force (Gran Capo)
- Black Bullet (Kikunojo Tendo)
- Black Jack (Yamadano, Boccherini)
- Button Nose (Anchor)
- Chobin, il principe stellare (Burunga)
- City Hunter (Dr. Furitsurangu, Thoreau)
- Claymore (Boniface)
- Cobra (Re Zeke)
- Cowboy Bebop (Yurt)
- Cromartie High School (Jiiya)
- Daltanious (Kureitasu)
- Desert Punk (Narratore, Kaoru Kaizuka)
- Dinosaur King (Vecchio)
- Dream Hunter Rem (Mephisto)
- Druaga no Tō ~the Aegis of URUK~ (Direttore)
- Eat-Man (Ammiraglio Alexander)
- Ehrgeiz (Narratore)
- El cazador (Larco)
- El Hazard: The Magnificent World (Dr. Schtalubaugh)
- Esteban e le misteriose città d'oro (Metonaru)
- Eureka Seven (Kengo, Kuzemi)
- Fantastic Children (Re Titas)
- Fate/Zero (Cormac Mac Airt)
- Flo, la piccola Robinson (Ernest Elliott)
- Fumoon (Dr. Frankenstein)
- Gallery Fake (Master)
- General Daimos (Generale Sakamori Miwa)
- Genocyber (Genichirō Kuryū)
- Gilgamesh (Presidente)
- Ginga eiyū densetsu (Lazar Lobos)
- Golgo 13 (Albert)
- Gungrave (Sid Gararude)
- Haibane renmei (Washi)
- Hamtaro (Maestro)
- Hell Girl (Risaburo Ashiya da vecchio)
- Hidamari no ki (Senzaburō Ibuya)
- Hoshin Engi (Genshi Tenson)
- I cieli di Escaflowne (Aston)
- Il fedele Patrash (Cozets)
- Il lungo viaggio di Porfi (Abbot)
- Inuyasha (Hermit)
- Kage kara Mamoru! (Daian Kagemori)
- Karakurizōshi Ayatsuri Sakon (Hideaki Kujo)
- Karate baka ichidai (Narratore)
- Kenshin samurai vagabondo (Nenji Kashiwazaki)
- Kiba (Zico)
- Kinnikuman (Ka-Tar)
- Kōtetsu tenshi Kurumi (Generale)
- La Fenice (Houben)
- La leggenda di Arslan (OAV) (Narratore)
- La macchina del tempo (Dr. Franken)
- La saga delle sirene (Eijiro)
- Lady Oscar (Ministro Necker)
- Lamù (Sugawara no Michizane)
- Le bizzarre avventure di JoJo (Tonpeti)
- Le nuove avventure di Lupin III (Vari personaggi)
- Lulù l'angelo tra i fiori
- Lupin, l'incorreggibile Lupin (Sir Wave)
- Lupin III - Bye Bye Liberty: Scoppia la crisi! (Rooster)
- Lupin III - Episodio: 0 (Hans Darahaido)
- Lupin III - Il tesoro degli zar (Rasuputon)
- Lupin III - Ruba il dizionario di Napoleone! (Martin Beck)
- L'imbattibile Daitarn 3 (Comandante Beltlee)
- L'irresponsabile capitano Tylor (Fantasma)
- Macross Zero (Nutouki)
- Martina e il campanello misterioso (Goichi Minakami)
- Master Keaton (Marcus, Douglas)
- Monster (Erich Fortner)
- Monster Rancher (Gigi)
- Mōryō no Hako (Kenjiro Yamakawa)
- Moyasimon (Big shot)
- Mujin wakusei Survive (Sopravvissuto)
- Musashi, the Samurai Lord (Narratore)
- Musashi no Ken (Hyōe Furusawa)
- Nadja (Negoziante)
- Nichijou (Re Alberto)
- Ninja Scroll (Genza)
- Nijū Mensō no Musume (Kawakyo)
- Noir (Vecchio barista)
- Occhi di gatto (Nagaishi)
- Ōkami kakushi (Jūzō Kushinada)
- Peline Story (Pietro Fanfani)
- Pluster World
- Punta al Top! GunBuster (Capitano Tashiro)
- Record of Lodoss War (Wort)
- Rekka no honō (Genjuro)
- Rocky Joe (Gouhei Oigawa, Mikinosuke Shiraki)
- Rokka: Braves of the Six Flowers (Atoro Spycar)
- Saiyuki (Elder)
- Seisenshi Dunbine (Drake Lucht)
- Shadow Skill (Narratore)
- Shigurui (Syume Sudou)
- Shinsekai yori (Mushin)
- Shizukanaru Don (Presidente)
- Space Battleship Yamato III (Furaken)
- Space Dandy (Nonno)
- Super Robot 28 (Dr. Miller)
- Tantei gakuen Q (Masaomi Yuge)
- Tatakau Shisho (Kachua = Biinhasu)
- Tetsuwan Tantei Robotack (Master Ranking)
- The Hakkenden (Yoshizane Satomi)
- The King of Braves GaoGaiGar Final (Pei la Kain)
- The Laughing Salesman (platinum)
- The Legend of Condor Hero (Shuuhakutsuu)
- The Ultraman (Heller)
- Tommy, la stella dei Giants (Shigeru Suzuhara)
- Tondemo Nezumi Daikatsuyaku: Manxmouse (Signor Petten)
- Uchūsen Sagittarius (Gozetto)
- Uta no Prince-sama (Nonno di Masato)
- Utawarerumono (Waabe)
- Viper's Creed (Fuyuhiko)
- Vultus V (Duke Zaki, Professor Sakunji)

### Videogiochi
- Advance Guardian Heroes (Kanon G. Grey)
- Arc Rise Fantasia (Elliot)
- BlazBlue: Chrono Phantasma (Clavis Alucard)
- Clock Tower II: The Struggle Within (Allan Hale)
- Dark Chronicle (Galen Agaris)
- Epidemic (Byflos)
- Exstetra (Baramu)
- Final Fantasy XIII (Anastasis)
- Guardian Heroes (Kanon G. Grey)
- Harry Potter e la pietra filosofale (Albus Silente)
- Harry Potter e la camera dei segreti (Albus Silente)
- Harry Potter e il prigioniero di Azkaban (Albus Silente)
- Jade Cocoon (Ni)
- JoJo's Bizarre Adventure: Eyes of Heaven (Tonpeti)
- Key of Heaven (Gikyo)
- Kingdom Hearts: Birth by Sleep (Specchio magico)
- Leo's Fortune (Leo)
- Onimusha: Warlords (Guildenstern)
- Onimusha: Blade Warriors (Guildenstern)
- Onimusha 3 (Guildenstern)
- Prince of Persia: Spirito guerriero (Il vecchio veggente)
- Star Ocean: Till the End of Time (Vox)
- Super Robot Wars Alpha (Tatsumi Tashiro)
- Super Robot Wars Alpha 3 (Tatsumi Tashiro)
- Super Robot Wars Z (Ken-Goh)
- Super Robot Wars Z2: Destruction Chapter (Ken-Goh)
- Tales of Zestiria (Slenge)
- Tekken 2 (Wang Jinrei)
- Tekken Tag Tournament (Wang Jinrei)
- Tenchu: Stealth Assassins (Mei-Oh)
- Uncharted 2: Il covo dei ladri (Karl Schafer)
- Utawarerumono (Wahbe)
- Utawarerumono: Prelude to the Fallen (Wahbe)
- White Knight Chronicles (Dalam)
- World of Final Fantasy (Ramuh)

### Film
- Amon Saga (Dalai Sem)
- Baldios - Il guerriero dello spazio (Re Bird)
- Doraemon: Nobita to buriki no labyrinth (Burikin)
- Dragon Quest Retsuden: Roto no Monshō (Voce del litografo)
- Eureka Seven (Kuzemi-Suwaigado)
- Friends: Mononoke Shima no Naki (Vecchio)
- Future War 198X (McCoy)
- Gekijōban Fairy Tail: Hōō no miko (Vecchio)
- Ghost in the Shell (Daisuke Aramaki)
- Ghost in the Shell - L'attacco dei cyborg (Daisuke Aramaki)
- Hal (Tokio)
- Jin-Roh - Uomini e lupi (Ufficiale)
- La città delle bestie incantatrici (Proprietario d'albergo)
- La leggenda di Arslan (Narratore)
- Mobile Suit Gundam F91 (Sio Fairchild, Roy Jung)
- Nadia - Il mistero della pietra azzurra (Dr. Alberto Wooler)
- Planetarian: Hoshi no Hito ( Man of the Stars)
- Project A-ko (Capo del quartier generale della difesa della Terra)
- Rōjin Z (Prof. Tachibana)
- Techno Police 21C (Re Bird)
- The Garden of Sinners: A Study in Murder – Part 2 (Nonno)
- Viaggio verso Agartha (Vecchio)
- Wolf Children - Ame e Yuki i bambini lupo (Vecchio)